# إعراب لفظي
الإعراب اللفظي وأيضاً الإعراب الظاهر في النحو وقواعد اللغة العربية، هو الأثر الظاهر الذي يجلبه العامل في آخر الكلمة. ويكون في آخر الاسم المعرب، والفعل المضارع الذي لم يتصل به نون النسوة ونون التوكيد.